# Neotrygon ningalooensis
Espèce
Statut de conservation UICN

 DD  : Données insuffisantes
Neotrygon ningalooensis est une espèce de raie de la famille Dasyatidae originaire de la côte nord-ouest de l'Australie. Le disque pectoral en forme de diamant mesure jusqu'à 30 cm de largeur, le museau se termine en pointe, le disque présente des coins arrondis sur les côtés. La coloration dorsale est rougeâtre et constellée de taches orangées et bleuâtres. Ce poisson vit dans des profondeurs inférieures à 5 m, à proximité d'un récif : il parvient à s'enterrer dans le sable rougeâtre ce qui lui assure un camouflage efficace ; ses yeux protubérants lui permettent de s'enterrer plus profondément tout en percevant son environnement proche.
L'Union internationale pour la conservation de la nature (UICN) ne dispose pas d'assez de données pour classer le statut de conservation de l'espèce ; l'industrie de la pêche n'est pas une véritable menace mais la dégradation de l'habitat pourrait en être une.